# 유미의 세포들 (드라마)
《유미의 세포들》은 2021년 9월 17일부터 2021년 10월 30일까지 방송된 TVING 오리지널 드라마, tvN 금토 드라마이다. 웹툰 《유미의 세포들》을 원작으로 했다.

## 프로그램 소개
세포들과 함께 먹고 사랑하고 성장하는 평범한 유미의 이야기를 그린 세포 자극 공감 로맨스

## 개요
《유미의 세포들》은 한 개인, 김유미의 사랑 이야기이자 지금 시대를 살아가는 청춘들의 자화상이고 세포와 호르몬의 지배에서 벗어날 수 없는 인간 존재에 대한 유쾌한 통찰이기도 하다.
드라마 프로그램 최초로 실사, 3D 애니메이션을 결합한 포맷으로 웹툰 원작의 묘미를 살리고 누구라도 공감 가능한 일상 속 이야기들을 담고 있다.

## 제작진

### 원작
- 이동건 : 웹툰 《달콤한 인생》, 웹툰 《유미의 세포들》, 웹툰 《조조코믹스》 연재

### 제작
- 조문주
- 송재권
- 권미경

### 제작사
- 스튜디오드래곤
- 스튜디오N
- 메리카우

### 크리에이터
- 송재정: SBS 일일 시트콤 《순풍 산부인과》(공동 집필), SBS 일일 시트콤 《웬만해선 그들을 막을 수 없다》(공동 집필), SBS 일일 시트콤 《똑바로 살아라》(공동 집필), SBS 주간 시트콤 《귀엽거나 미치거나》(집필), MBC 일일 시트콤 《거침없이 하이킥!》(공동 집필), MBC 주간 시트콤 《크크섬의 비밀》(공동 집필), SBS 월화 드라마 《커피하우스》(집필), tvN 수목 드라마 《인현왕후의 남자》(집필), tvN 월화 드라마 《나인: 아홉 번의 시간여행》(집필), tvN 일요 드라마 《삼총사》(집필), MBC 수목 드라마 《W》(집필), tvN 토일 드라마 《알함브라 궁전의 추억》(집필) 집필

### 극본
- 김윤주 : MBC 주간 시트콤 《크크섬의 비밀》(보조 작가), SBS 월화 드라마 《커피하우스》(보조 작가), OCN 《특수사건 전담반 TEN》(보조 작가), tvN 수목 드라마 《인현왕후의 남자》(보조 작가), tvN 월화 드라마 《나인: 아홉 번의 시간여행》(보조 작가), tvN 특집 드라마 《스무살》(공동 집필), OCN 《듀얼》(극본), MBC 수목 드라마 《그 남자의 기억법》(공동 집필) 집필
- 김경란

### 연출
- 이상엽 : MBC 주말 드라마 《한강수타령》(조연출), MBC 주말 드라마 《누나》(조연출), MBC 수목 드라마 《대한민국 변호사》(조연출), MBC 일일 드라마 《밥 줘》(공동 연출), MBC 수목 드라마 《아직도 결혼하고 싶은 여자》(조연출), MBC 광복절 특집 드라마 《절정》(연출), MBC 월화 드라마 《빛과 그림자》(공동 연출), MBC 일일 대하 드라마 《제왕의 딸 수백향》(공동 연출), MBC 수목 드라마 《미스터 백》(연출), MBC 수목 드라마 《쇼핑왕 루이》(연출), tvN 수목 드라마 《아는 와이프》(연출), 넷플릭스 《나 홀로 그대》(연출), tvN 월화 드라마 《반의 반》(연출) 연출

## 등장 인물

### 주요 인물
- 김고은 : 김유미 역 - 대한국수 재무부 대리
- 안보현 : 구웅 역 - 게임 개발자

### 대한국수 사람들
- 이유비 : 루비 역 - 재무부 사원
- 진영 : 유바비 역 - 마케팅팀 대리
- 미람 : 강이다 역 - 재무부 대리
- 민호 : 채우기 역 - 영업부 대리
- 정순원 : 남과장 역 - 재무부 과장

### SLW STUDIO
- 박지현 : 서새이 역 - 아트 디렉터
- 주종혁 : 루이 역 - 게임 개발자

### 유미의 세포들
- 안소이 : 사랑 세포 역 - 사랑을 담당하는 세포
- 심규혁 : 이성 세포 역 - 이상적인 사고를 담당하는 세포
- 박지윤 : 감성 세포 역 - 감성을 담당하는 세포
- 이장원 : 출출 세포 역 - 식욕과 식탐을 담당하는 세포
- 안영미 : 응큼 세포 역 - 응큼한 상상과 계획을 세우는 성욕 세포
- 정재헌 : 명탐정 세포 역 - 주변 인물과 상황을 분석해 예측하는 세포
- 김연우 : 패션 세포 역 - 패션 감각을 담당하는 세포
- 엄상현 : 히스테리우스 역 - 히스테리를 담당하는 세포
- 사문영 : 불안 세포 역 - 불안을 담당하는 세포
- 사문영 : 설레발 세포 역- 설레발을 담당하는 세포
- 사문영 :본심 세포 역- 본심을 담당하는 세포
- 사문영 :판사 세포 역- 판결을 담당하는 세포
- 정재헌 : 난폭 세포 역- 난폭함을 담당하는 세포
- 정재헌 :낚시 세포 역- 낚시를 담당하는 세포
- 정재헌 :자장자장 세포 역- 수면을 담당하는 세포
- 안소이 : 자린고비 세포 역- 절약을 담당하는 세포
- 안소이 : 액션 1호 역- 리엑션을 담당하는 기계
- 이장원 : 지름신 역- 구매욕구를 담당하는 세포
- 엄상현 : 수리 세포 역- 수리를 담당하는 세포

### 구웅의 세포들
- 엄상현 : 이성 세포 역 - 웅이의 이성적인 사고를 담당하는 세포
- 정재헌 : 개그 세포 역 - 개그와 유머 담당
- 정재헌 : 사랑 세포 역 - 웅이의 사랑을 담당하는 세포
- 이장원 : 털 세포 역 - 웅이 수염과 털을 담당하는 세포
- 정재헌 : 개구리 역 - 유미와 웅이를 이어주는 매개체
- 미상 : 삐짐대왕 역 - 빡침 대군의 둘째 아들
- 이장원 : 응큼사우르스 역 - 응큼한 상상과 성욕을 담당
- 미상 : 수련 세포 역 - 단 한마디로 위기를 탈출하게 하는 고수의 향기가 풍기는 세포

## OST
- Part.1 웬디 (WENDY) - 나를 신경 쓰고 있는 건가(2021. 9. 17. 발매)
- Part.2 존 박 - Nightfalling(2021. 9. 18. 발매)
- Part.3 검정치마 - Ling Ling(2021. 9. 25. 발매)
- Part.4 도영 (DOYOUNG) - Like a Star(2021. 10. 1. 발매)
- Part.5 세이수미 - 내 마음(2021. 10. 2. 발매)
- Part.5 나상현씨밴드 - 주인공(2021. 10. 2. 발매)
- Part.6 제이유나 (J.UNA) - 오늘도 내 하루는(2021. 10. 8. 발매)
- Part.7 정승환 - Belief(2021. 10. 9. 발매)

## 수상 목록
- 2022년 에이판 스타 어워즈 OTT부문 남자 우수 연기상(안보현)